# Marcos Galvão
Marcos Galvão é um lutador brasileiro de artes marciais mistas radicado em Nova Iorque, EUA, e que atualmente compete no peso-galo do Bellator Fighting Championships, onde ganhou o Torneio de Galos da Sexta Temporada. Atualmente foi colocado em 8° no ranking de galos do mundo pelo site Sherdog.

## Artes marciais mistas

### Jiu Jitsu Brasileiro
Galvão recebeu sua faixa preta em Jiu Jitsu Brasileiro pelo fundador da Nova União André Pederneiras. Galvão é um grappler respeitado e de sucesso. Ele é campeão da Divisão Profissional do Grapplers Quest, cinco vezes Campeão Nacional Brasileiro e duas vezes Campeão Mundial.

### World Extreme Cagefighting
Galvão fez sua estréia no WEC e nos EUA no WEC 31 contra Brian Bowles. Galvão perdeu a luta por nocaute no segundo round. Ele fez uma luta fora do WEC antes de retornar para à promoção. Ele retornou e perdeu novamente por nocaute, dessa vez para Damacio Page no WEC 39.

### Shooto
Após ser nocauteado por Bowles em sua estréia no WEC, Galvão retornou ao Japão para desafiar o invicto japonês detentor do Título dos Galos Masakatsu Ueda. A luta acabou em um empate, resultando em manutenção do título de Ueda.

### Bellator Fighting Championships
Galvão participou do evento principal do Bellator 41 contra Joe Warren, o Campeão Peso Pena do Bellator. A luta foi realizada em um peso casado de 137 lbs. Na luta Galvão anulou a maioria dos ataques de Warren nos primeiros dois rounds ao mostrar uma ótima defesa de quedas, derrubando Warren múltiplas vezes, pegando as costas de Warren, e executando boas joelhadas pelo clinch. No terceiro round ele foi derrubado e controlado por Warren durante o round. No fim da luta, o comentarista do Bellator, Jimmy Smith, acreditava que Galvão venceu a luta por 29-28. Junto com Smith, os sites de MMA, (MMAJunkie, Sherdog, MMAFighting, MMASpot), deram a vitória para Galvão por 29-28. Mas foi anunciado que Warren venceu a luta por decisão unânime (30-27, 29-28 e 29-28).
Durante uma entrevista à rádio do site MMAJunkie, o presidente do Bellator, Bjorn Rebney, Rebney confirmou que Galvão faria parte do Torneio de Galos do Bellator. Galvão enfrentou Chase Beebe nas quartas de final em 24 de Setembro de 2011 e venceu por decisão dividida.
Galvão perdeu em uma luta fechada para Alexis Vila no Bellator 55, perdendo por decisão dividida (29-28, 29-28 e 27-30). Apesar de perder a luta, Galvão recebeu o bônus de vitória.
Galvão venceu suas lutas seguintes sobre Ed West e Travis Marx para chegar à final do Torneio de Galos da Sexta Temporada. Na final venceu Luis Nogueira por nocaute técnico e venceu o Torneio do Bellator.
Sua luta seguinte foi contra seu amigo e companheiro de equipe Eduardo Dantas pelo Cinturão Peso Galo do Bellator. Ele perdeu por nocaute no segundo round.
Após vitórias sobre Tim McKenna no Bellator 108 e Thomas Vasquez no Bellator 118, Loro recebeu outra chance de lutar pelo cinturão, contra o campeão Joe Warren e aconteceu em 27 de Março de 2015 no Bellator 135. Loro venceu a luta por finalização com uma chave de joelho no início do segundo round.

## Realizações
- Bellator Fighting Championships
  - Cinturão Peso Galo do Bellator
  - Vencedor do Torneio de Galos da Sexta Temporada

## Cartel no MMA
| Cartel no MMA   |             |             |
| 31 lutas        | 18 vitórias | 12 derrotas |
| Por nocaute     | 4           | 4           |
| Por finalização | 1           | 0           |
| Por decisão     | 13          | 8           |
| Empates         | 1           | 1           |

| Res.    | Cartel  | Oponente               | Método                        | Evento                                   | Data       | Round | Tempo | Local                     | Notas                                                |
| ------- | ------- | ---------------------- | ----------------------------- | ---------------------------------------- | ---------- | ----- | ----- | ------------------------- | ---------------------------------------------------- |
| Derrota | 18-12-1 | Elvis Batista da Silva | Decisão (unânime)             | Shooto Brazil 91                         | 05/04/2019 | 3     | 5:00  | Rio de Janeiro            |                                                      |
| Derrota | 18–11–1 | Max Coga               | Nocaute técnico (socos)       | PFL 4                                    | 19/07/2018 | 3     | 2:19  | Uniondale, New York       |                                                      |
| Derrota | 18–10–1 | Nazareno Malegarie     | Decisão (unânime)             | PFL 1                                    | 07/06/2018 | 3     | 5:00  | New York City, New York   |                                                      |
| Derrota | 18–9–1  | Sam Sicilia            | Decisão (unânime)             | Bellator 189                             | 01/12/2017 | 3     | 5:00  | Thackerville, Oklahoma    |                                                      |
| Derrota | 18-8-1  | Emmanuel Sanchez       | Decisão (unânime)             | Bellator 175                             | 31/03/2017 | 3     | 5:00  | Rosemont, Illinois        |                                                      |
| Vitória | 18-7-1  | LC Davis               | Decisão (dividida)            | Bellator 166                             | 02/12/2016 | 3     | 5:00  | Thackerville, Oklahoma    |                                                      |
| Derrota | 17-7-1  | Eduardo Dantas         | Decisão (unânime)             | Bellator 156                             | 17/06/2016 | 5     | 5:00  | Uncasville, Connecticut   | Perdeu do Cinturão Peso Galo do Bellator.            |
| Vitória | 17-6-1  | Joe Warren             | Finalização (chave de joelho) | Bellator 135                             | 27/03/2015 | 2     | 0:45  | Thackerville, Oklahoma    | Ganhou o Cinturão Peso Galo do Bellator.             |
| Vitória | 16-6-1  | Thomas Vasquez         | Decisão (unânime)             | Bellator 118                             | 02/05/2014 | 3     | 5:00  | Atlantic City, New Jersey |                                                      |
| Vitória | 15-6-1  | Tim McKenna            | Nocaute Técnico (socos)       | Bellator 108                             | 15/11/2013 | 1     | 4:29  | Atlantic City, New Jersey |                                                      |
| Vitória | 14-6-1  | Pilão Santana          | Nocaute Técnico (socos)       | Shooto Brasil - Manaus                   | 23/06/2013 | 2     | N/A   | Manaus                    |                                                      |
| Derrota | 13-6-1  | Eduardo Dantas         | Nocaute (socos)               | Bellator 89                              | 14/02/2013 | 2     | 3:01  | Charlotte, North Carolina | Pelo Cinturão dos Galos do Bellator                  |
| Vitória | 13-5-1  | Luis Nogueira          | Nocaute Técnico (cotoveladas) | Bellator 73                              | 24/08/2012 | 2     | 4:20  | Tunica, Mississippi       | Final do Torneio de Galos da 6ª Temporada            |
| Vitória | 12-5-1  | Travis Marx            | Decisão (unânime)             | Bellator 68                              | 11/05/2012 | 3     | 5:00  | Atlantic City, New Jersey | Semifinal do Torneio de Galos da 6ª Temporada        |
| Vitória | 11-5-1  | Ed West                | Decisão (unânime)             | Bellator 65                              | 13/04/2012 | 3     | 5:00  | Atlantic City, New Jersey | Quartas de Final do Torneio de Galos da 6ª Temporada |
| Derrota | 10-5-1  | Alexis Vila            | Decisão (dividida)            | Bellator 55                              | 22/10/2011 | 3     | 5:00  | Yuma, Arizona             | Semifinal do Torneio de Galos da 5ª Temporada        |
| Vitória | 10-4-1  | Chase Beebe            | Decisão (dividida)            | Bellator 51                              | 24/09/2011 | 3     | 5:00  | Canton, Ohio              | Quartas de Final do Torneio de Galos da 5ª Temporada |
| Derrota | 9-4-1   | Joe Warren             | Decisão (unânime)             | Bellator 41                              | 16/04/2011 | 3     | 5:00  | Yuma, Arizona             | Peso Casado 137 lbs                                  |
| Vitória | 9-3-1   | Ryan Vaccaro           | Decisão (unânime)             | Ring of Combat 33                        | 03/12/2010 | 3     | 5:00  | Atlantic City, New Jersey | Ganhou o Título Vago dos Penas do Ring of Combat     |
| Vitória | 8-3-1   | Jacob Kirwan           | Decisão (unânime)             | Ring of Combat 31                        | 24/09/2010 | 3     | 4:00  | Atlantic City, New Jersey |                                                      |
| Vitória | 7-3-1   | David Derby            | Nocaute Técnico (socos)       | Washington Combat: Battle of the Legends | 15/05/2010 | 1     | 1:37  | Washington, D.C.          | Estréia nos Galos                                    |
| Derrota | 6-3-1   | Damacio Page           | Nocaute (socos)               | WEC 39                                   | 01/03/2009 | 1     | 0:18  | Corpus Christi, Texas     |                                                      |
| Empate  | 6-2-1   | Masakatsu Ueda         | Empate                        | Shooto Tradition 3                       | 28/09/2008 | 3     | 5:00  | Tóquio                    | Pelo Título dos Penas do Shooto                      |
| Derrota | 6-2     | Brian Bowles           | Nocaute (soco)                | WEC 31                                   | 12/12/2007 | 2     | 2:09  | Las Vegas, Nevada         |                                                      |
| Vitória | 6-1     | Kenji Osawa            | Decisão (majoritária)         | Shooto: Back To Our Roots 3              | 18/05/2007 | 3     | 5:00  | Tóquio                    |                                                      |
| Vitória | 5-1     | Naoya Uematsu          | Decisão (unânime)             | Fury FC 1: Warlords Unleashed            | 27/09/2006 | 3     | 5:00  | São Paulo                 |                                                      |
| Vitória | 4-1     | Fredson Paixão         | Decisão (unânime)             | Jungle Fight 6                           | 29/04/2006 | 3     | 5:00  | Manaus                    |                                                      |
| Derrota | 3-1     | Akitoshi Hokazono      | Decisão (unânime)             | Shooto: 9/23 in Korakuen Hall            | 23/09/2005 | 3     | 5:00  | Tóquio                    |                                                      |
| Vitória | 3-0     | Jin Akimoto            | Decisão (unânime)             | Shooto: 9/26 in Kourakuen Hall           | 26/09/2004 | 3     | 5:00  | Tóquio                    |                                                      |
| Vitória | 2-0     | Shuichiro Katsumura    | Decisão (unânime)             | Shooto 2004: 1/24 in Korakuen Hall       | 24/01/2004 | 3     | 5:00  | Tóquio                    |                                                      |
| Vitória | 1-0     | Masato Shiozawa        | Decisão (majoritária)         | Shooto: 5/4 in Korakuen Hall             | 04/05/2003 | 3     | 5:00  | Tóquio                    |                                                      |